# AS1A形モーターカー
AS1A形（ロシア語: АС1А）は、ベリコルスキー機関車修理工場がソビエト連邦向けに開発・製造したモーターカーである。

## 概要
1948年から1955年まで製造が行われたカルーガ技術工場製のAS1形を基に、人員輸送や保線機器牽引用に開発された形式。エンジン側のみにあったAS1形と異なり運転台は前後に設置され、床下には砂箱や砂撒き装置が搭載されている。
エンジンはAS1形と同様にV形6気筒4ストローク機関のGAZ-51形（ГАЗ-51）ガソリンエンジンが用いられ、動力は4速変速機やプロペラシャフト、歯車を介して車軸に伝達される。設計最高速度はAS1形よりも速い82 km/hである。また走行時には総重量10 tの車両を後方に連結する事が可能である。
1964年から1980年にかけて2,143両が製造され、ソ連各地の鉄道路線の保線用に導入された。ソビエト連邦の崩壊後も各国で使用が続いている他、1980年代以降は設計の変更を実施したAS1M形（АС1М）の製造が行われている。
- 運転台からの車窓（動画）

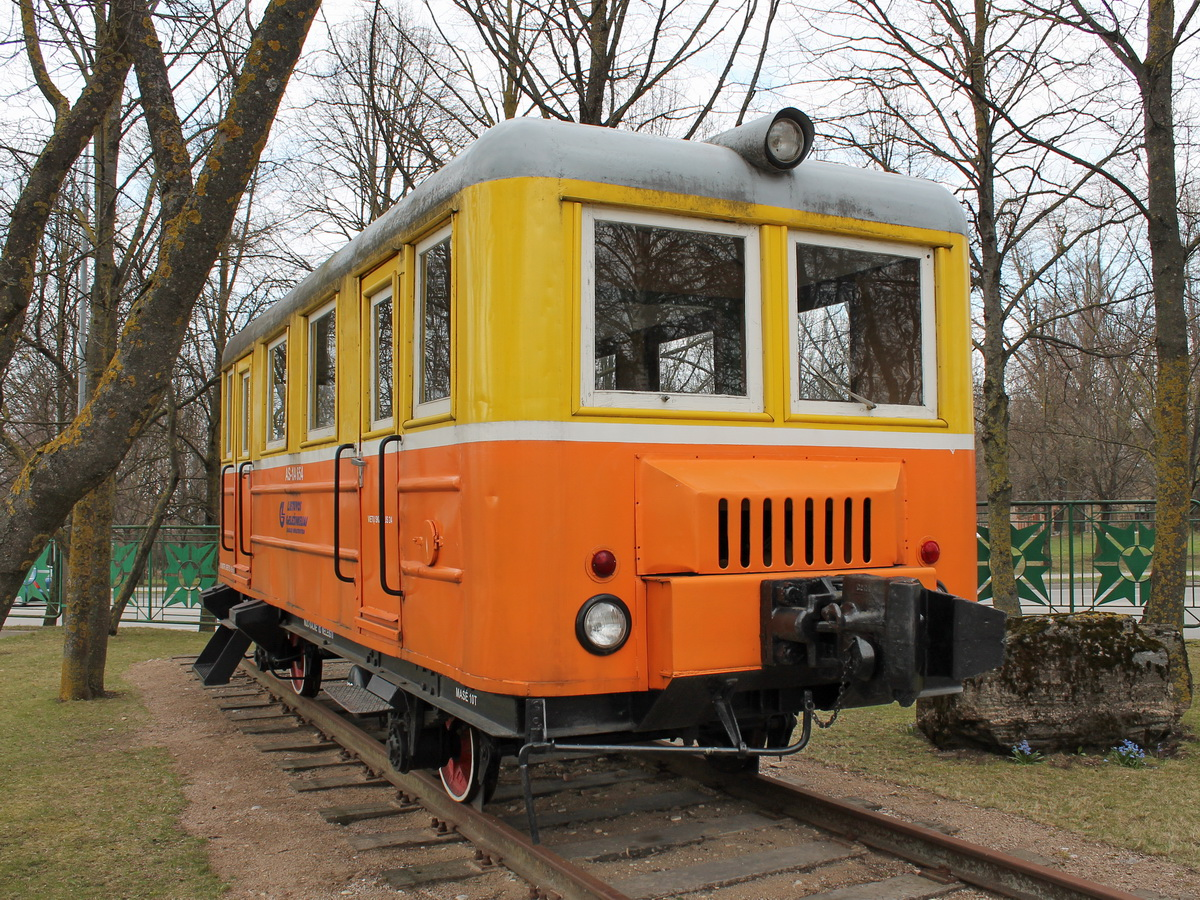
AS1A-654
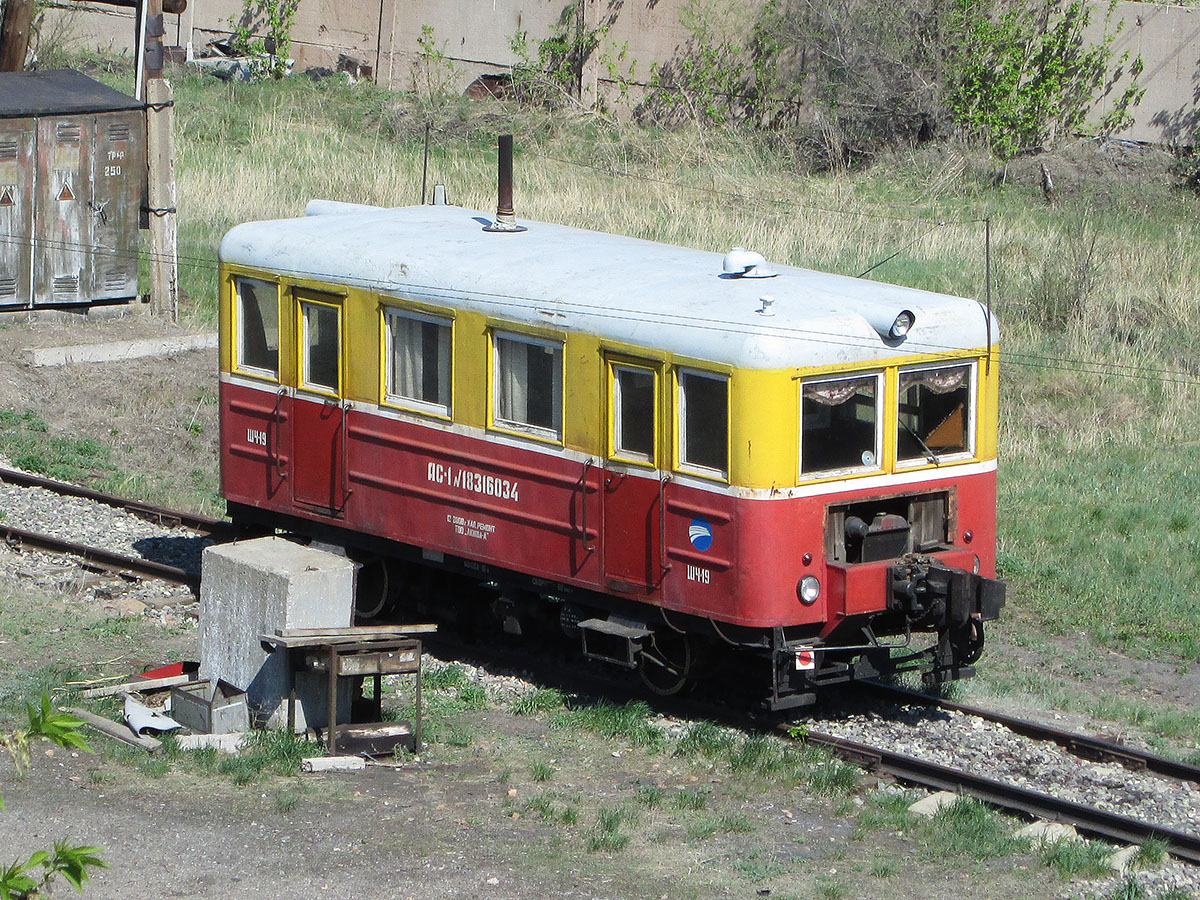
AS1A-1603
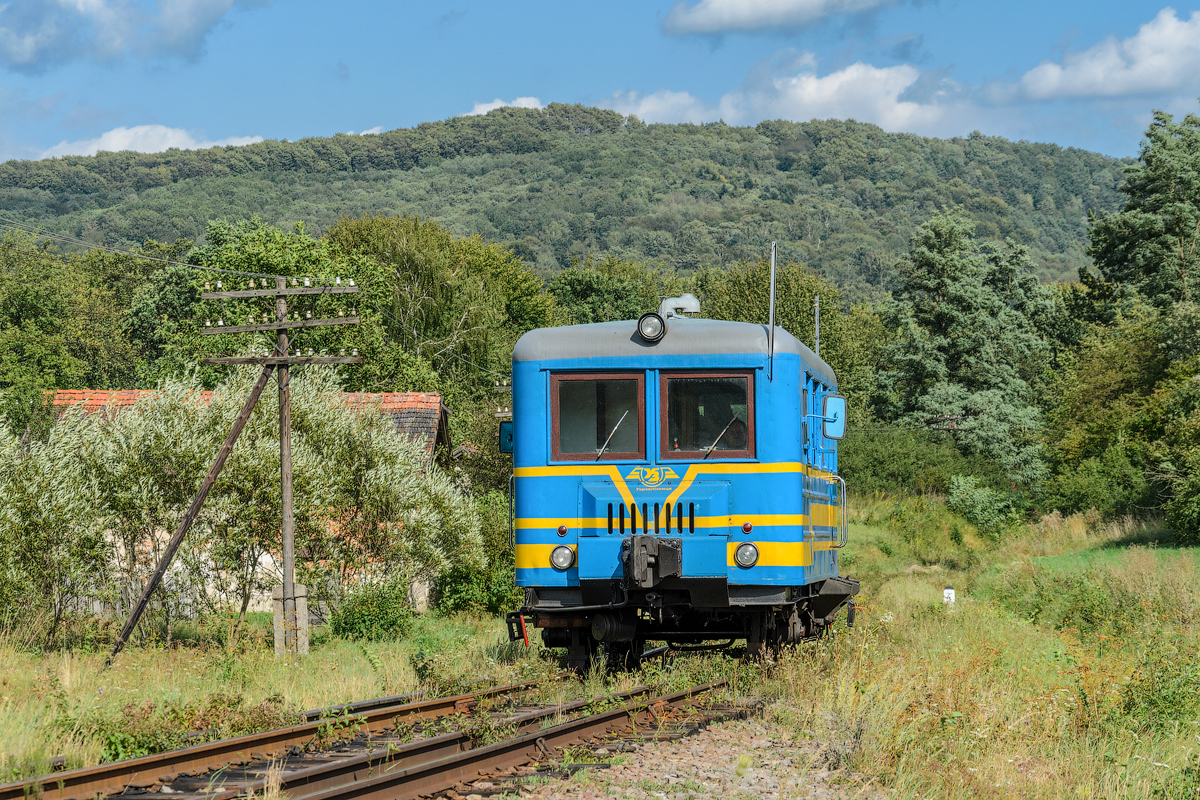
AS1A-1675
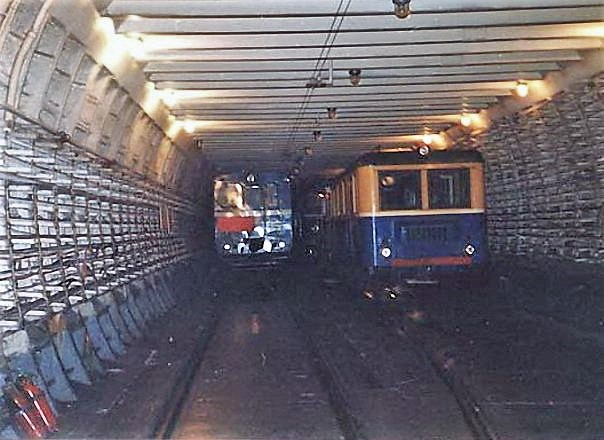
モスクワ地下鉄が導入したAS1A形（右）

## 改造
1980年代以降、AS1A形に搭載されていたGAZ-51形ガソリンエンジンを交換する更新工事が各地の工場で実施されており、ミンスク車両修理工場ではD-245形（Д-245）ディーゼルエンジン（78.2-89.5 kw、105-120 HP）への交換が実施された他、各地域でガソリンエンジン（ZiL-130形）、ディーゼルエンジン（YaMZ-236形）への交換が行われている。
また、ペルミ動力車修理工場でディーゼルエンジン（6気筒V形、186.4 kw、2,000 rpm）への交換や車体更新が行われた車両にはAS1A.2形（АС1А.2）と言う形式とウラロチカ（Уралочка）の愛称が与えらえている。

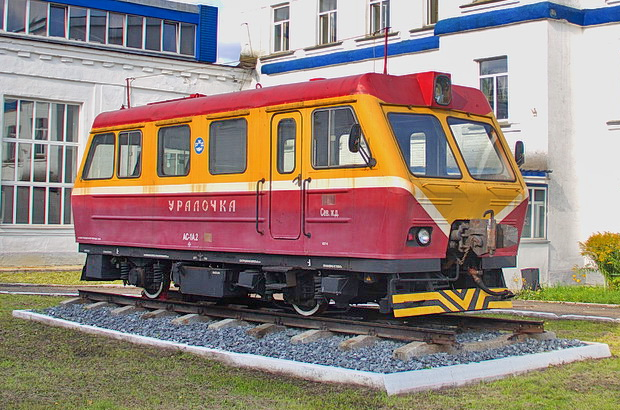
AS1A.2形（AS1A.2-2616）

## 参考資料
- Абрамов Е.Р (2015). Локомотивы и моторвагонный подвижной состав с двигателями внутреннего сгорания отечественных железных дорог. Москва́